# Мовсисян, Месроп Левонович
Месроп Лево́нович Мовсися́н (арм. Մեսրոպ  Մովսիսյան, 3 января 1950, Ереван, Армянская ССР) — советский, армянский общественный деятель и журналист.
- 1969—1970 — помощник режиссёра Гостелерадио Армянской ССР.
- 1970—1972 — ассистент режиссёра Гостелерадио Армянской ССР.
- 1972—1975 — институт культуры, г. Ташкент; режиссёр ТВ.
- 1973—1991 — режиссёр отдела центрального телевидения Гостелерадио Армянской ССР.
- С 1991 года — основатель и директор телекомпании «А1+».

## Другие данные
- 1972 — медаль «За доблестный труд».
- 1975 — почётная грамота ЦК комсомола.
- С 1978 — член союза журналистов Армянской ССР.
- 2002 — член Совета Ереванского пресс-клуба.
- Публикации — учебное пособие для высших курсов тележурналистики (1996), журнал «Телевидение и радио» (1997), газета «Аравот» (1998—2002).